# Tamaloya
Tamaloya är en ort i Mexiko.   Den ligger i kommunen Zapotitlán Tablas och delstaten Guerrero, i den sydöstra delen av landet, 230 km söder om huvudstaden Mexico City. Tamaloya ligger 2 233 meter över havet och antalet invånare är 770.
Terrängen runt Tamaloya är kuperad norrut, men söderut är den bergig. Runt Tamaloya är det ganska glesbefolkat, med 40 invånare per kvadratkilometer. Närmaste större samhälle är Copanatoyac, 15,0 km nordost om Tamaloya. I omgivningarna runt Tamaloya växer huvudsakligen savannskog.